# João Miguel Nicolau
João Miguel Nicolau (Alenquer, 4 de Agosto de 1988), engenheiro do ambiente, deputado à Assembleia da República (XIV Legislatura, XV Legislatura), eleito pelo Partido Socialista no Circulo de Lisboa.

## Biografia
Nasceu a 4 de Agosto de 1988, natural de Olhalvo, Concelho de Alenquer, Distrito de Lisboa. 
Engenheiro do Ambiente formado pelo Instituto Superior Técnico, pós-graduado em Direito do Ambiente pelo ICJP da Faculdade de Direito de Lisboa. 
No seu percurso académico integrou a Assembleia de Escola, o Conselho Pedagógico do IST, e foi membro da Direção da Associação dos Estudantes do Instituto Superior Técnico. 
É deputado à Assembleia da República, tendo na XIV legislatura integrado a Comissão Parlamentar de Agricultura e Mar e a Comissão de Ambiente, Energia e Ordenamento do Território.
É membro da Assembleia Municipal de Alenquer desde 2013, onde exerce neste momento as funções de líder da bancada do Partido Socialista e coordenador da Comissão de Ambiente, Ordenamento do Território e Urbanismo.
Exerce desde 2018 o cargo de presidente da concelhia do PS Alenquer da Federação Regional do Oeste.